# Companie aeriană low-cost

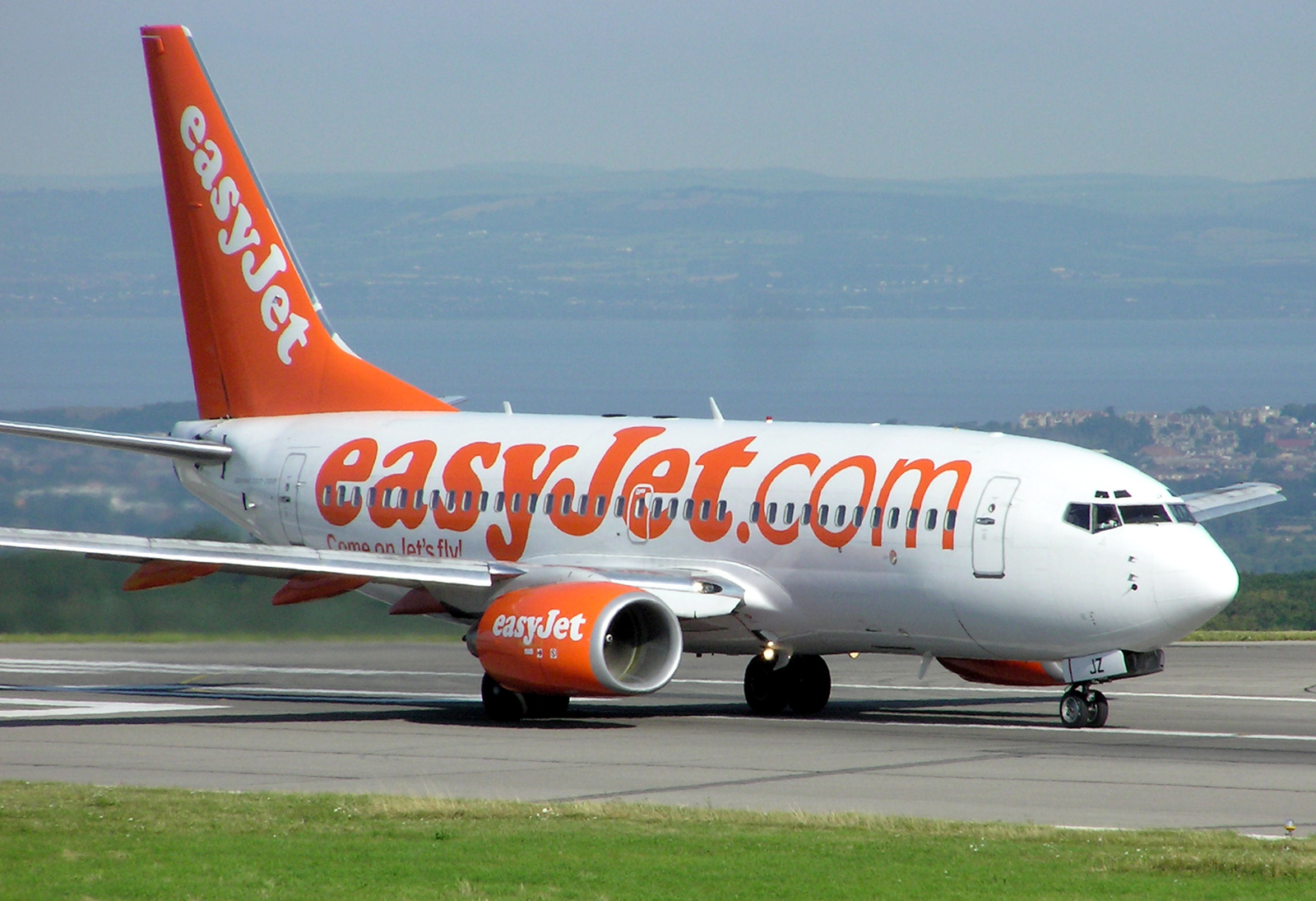
EasyJet Boeing 737-700

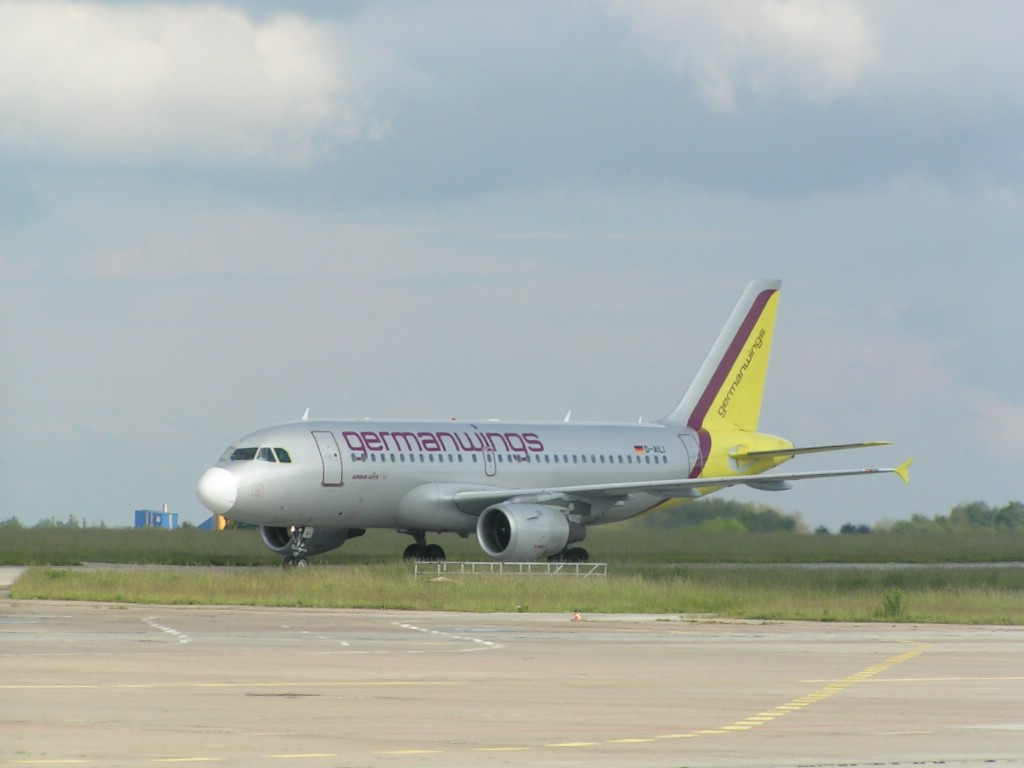
Germanwings Airbus A319

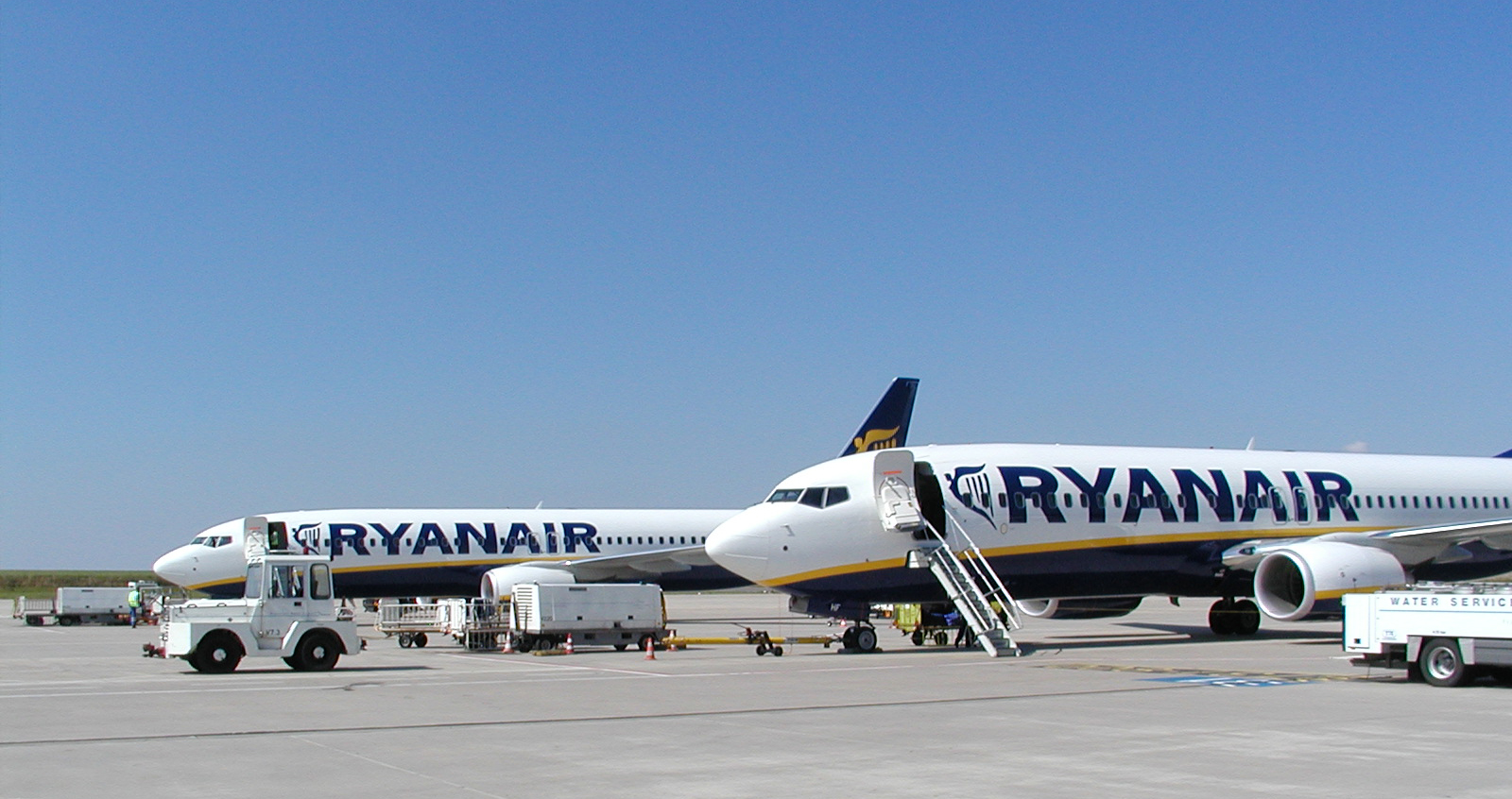
Ryanair Boeing 737-800

O companie aeriană low-cost sau low cost airline este o companie aeriană care oferă în general bilete la prețuri foarte scăzute prin eliminarea unor servicii tradiționale oferite pasagerilor. Conceptul este originar din Statele Unite de unde s-a răspândit rapid în Europa la începutul anilor 1990. Termenul low-cost caracteriza inițial companiile aeriene care reușeau să aibă costuri mai reduse decât competitorii, însă ulterior, datorită publicului și mediei, termenul a început să se refere la companiile aeriene care oferă bilete la prețuri foarte scăzute prin eliminarea unor servicii.
În anul 2027, se estimează că, în Europa, low cost-ul va reprezenta  50% din trafic. Pentru 2018 500 milioane pasageri vor folosi companiile low-cost față de 224 milioane în 2009. 41% din zborurile intra-europene și 36% din toate zborurile efectuate în Europa, inclusiv cele ce fac legătura cu alte continente, sunt efectuate de companii aeriene low-cost.

## Modelul de afacere
Practicile unei companii aeriene de tip low-cost includ:
- o singură clasă de pasageri
- un singur tip de avion, de obicei Airbus A320 sau Boeing 737 (reducând costurile de instruire a personalului și cele de întreținere)
- un itinerariu simplu, zboruri fără legătură (escală)
- locuri nerezervate (încurajând pasagerii să se îmbarce repede)
- utilizarea unor aeroporturi secundare care permit taxe mici
- zboruri scurte fără pauze lungi între ele (utilizare maximă a avioanelor)
- plata cât mai simplă a biletelor, în special prin intermediul internetului, scăzând costurile de personal și comisioane către agenții de turism
- mutarea cât mai multor costuri către client - de exemplul comisionul plății cu card de credit, cost suplimentar pentru bagajele de cală și pentru check-in-ul în aeroport
- angajații au diverse funcții, de la însoțitori de zbor la curățenia avioanelor, limitând costurile de personal
- eliminarea mâncării și băuturii gratis din avioane sau înlocuirea cu servicii plătite de pasageri
- prezentarea taxelor de aeroport sau combustibil separat, pentru a crea impresia unor bilete extrem de ieftine.

## Companii aeriene low-cost după numărul de pasageri
| Companie           | 2017          | Pasageri 2018  | Pasageri 2019 |  |
| ------------------ | ------------- | -------------- | ------------- |  |
| Ryanair            |               | 139 milioane   |               |  |
| EasyJet            |               | 98,44 milioane |               |  |
| Norwegian          |               | 42,36 milioane |               |  |
| Vueling            |               | 39,15 milioane |               |  |
| Wizz Air           |               | 36,48 milioane |               |  |
| Eurowings          |               | 36,27 milioane |               |  |
| Pegasus Airlines*  |               | 32,40 milioane |               |  |
| Transavia Airlines |               | 16,02 milioane |               |  |
| Jet2.com           |               | 13,54 milioane |               |  |
| SunExpress         |               | 9,19 milioane  |               |  |
| Blue Air           | 5,01 milioane |                |               |  |
| FlyOne             |               |                |               |  |

* deși figurează statistic în Europa zborurile sunt efectuate în Asia

## Important de știut

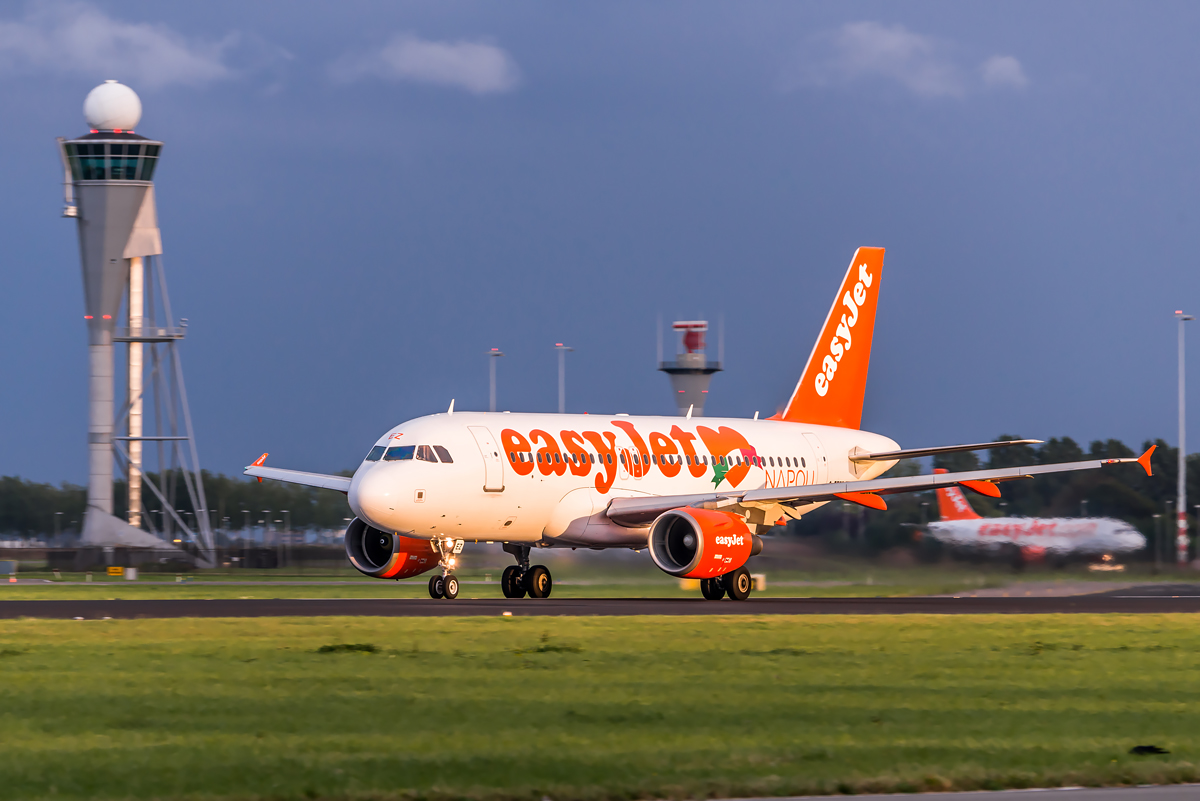
EasyJet A319, Airport Amsterdam Schiphol.

Multe companii aeriene de tip low-cost aplică diverse comisioane suplimentare la cumpărarea biletelor. Cele mai des întâlnite sunt:
- Asigurarea de călătorie. De cele mai multe ori, asigurarea obligatorie de sănătate este suficientă, asigurarea de călătorie fiind inutilă. Multe companii pun asigurarea de călătorie implicit, însă aceasta poate fi eliminată din coșul de cumpărături.
- Comision pentru plata cu cartea de credit. Majoritatea companiilor aplică acest comision la cărțile de credit (gen Visa sau Mastercard). Însă cărțile de debit (gen Visa Electron) au comision zero.
- Unele companii vând "îmbarcare rapidă".
- Taxa pentru bagajele de cală este percepută de majoritatea companiilor. Alternativ, pentru călătorii scurte, o valiză mică poate fi luată ca bagaj de mână (gratis). Bagajele de mână au în general dimensiunile maxime 20*40*50, iar limita de greutate (dacă există) este de 10kg.
- Companiile low-cost au o politică a prețurilor foarte dinamică. Planificand călătoriile în avans și cumpărând biletul cu 2-3 luni înainte, prețul poate fi cu 50-70% mai mic decât al biletelor cumpărate cu 1-2 săptămâni înainte.
- Majoritatea companiilor low-cost au promoții aproape tot timpul anului.
- Dacă vrei să zbori cu escală, asigură-te că ai între zboruri cel puțin 3 ore, chiar și dacă ambele zboruri sunt cu aceeași companie. Trebuie să îți muți singur bagajele de la un zbor la altul(uneori trebuie să aștepți 30-60 minute până îți vine bagajul după ce ai coborât din zborul anterior) și trebuie să faci din nou check-in.De aceea este recomandat acest interval de 3 ore.